# Georges Gori
Georges Gori (* um 1900 in Paris; † nach 1937) war ein französischer Bildhauer des Art déco.

## Leben
Gori, Sohn italienischer Eltern, war Schüler der Bildhauer Jean-Antoine Injalbert und Henri Bouchard. Vom 1929 stellte er auf den Pariser Salons der Société des Artistes Français aus, deren Mitglied er von etwa 1932 bis 1939 war. Auf der Weltfachausstellung Paris 1937 zeigte er seine Figurengruppe La Promenade, die von der Bildgießerei Champeaux gefertigt wurde.

## Werke (Auswahl)
- Allégorie de l’effort
- Portrait de tahitienne
- Elégante aux lévriers, 1925
- Danseuse égyptienne, 1925
- Jeune femme aux Dogues allemands ou Les Gardiens, 1925
- Élégante aux barzoïs, 1930
- Danseuse nue entourée de deux faunes
- L’Archer, 1923
- Jeune femme se coiffant, 1930
- Hercule bandant son
- Tueur d’ours
- Danseuse égyptienne, 1925